# Phare de Ballycotton
Le phare de Bellycotton est un phare situé sur une île à environ 2 km du village et station balnéaire de Ballycotton dans le Comté de Cork en Irlande ; il est exploité par le Commissioners of Irish Lights.

## Histoire
Le phare a été commandé en 1851. Le gardien et sa famille ont vécu sur l'île et leurs enfants allaient à l'école à la rame quand le temps le permettait.
En 1899, les quatre gardiens ont été logés dans le village et assuraient des rotations au service du phare. En 1975, le système de feu a été électrifié. Le phare a été entièrement automatisé le 28 mars 1992 et les gardiens de phare ont été retirés du service.